# Khalid Sebil Lashkari
Khalid Sebil Ibrahim Ahmed Lashkari (22 de junho de 1987) é um futebolista profissional emiratense que atua como defensor.

## Carreira
Khalid Sebil Lashkari fez parte do elenco da Seleção Emiratense de Futebol da Copa da Asia de 2011 e 2015.